# Figueiredo das Donas
Figueiredo das Donas is een plaats (freguesia) in de Portugese gemeente Vouzela en telt 440 inwoners (2001).